# ألبرت باند
ألبرت باند (بالفرنسية: Albert Band)‏ هو كاتب سيناريو ومنتج أفلام ومخرج أمريكي وفرنسي، ولد في 7 مايو 1924 في باريس في فرنسا، وتوفي في 14 يونيو 2002 في لوس أنجلوس في الولايات المتحدة.

## وصلات خارجية
- ألبرت باند على موقع IMDb (الإنجليزية)
- ألبرت باند على موقع ألو سيني (الفرنسية)
- ألبرت باند على موقع أول موفي (الإنجليزية)
- ألبرت باند على موقع قاعدة بيانات الأفلام السويدية (السويدية)
- ألبرت باند على موقع إن إن دي بي (الإنجليزية)
- ألبرت باند على موقع قاعدة بيانات الفيلم (الإنجليزية)
- ألبرت باند على موقع كينوبويسك (الروسية)